# Sandauertor

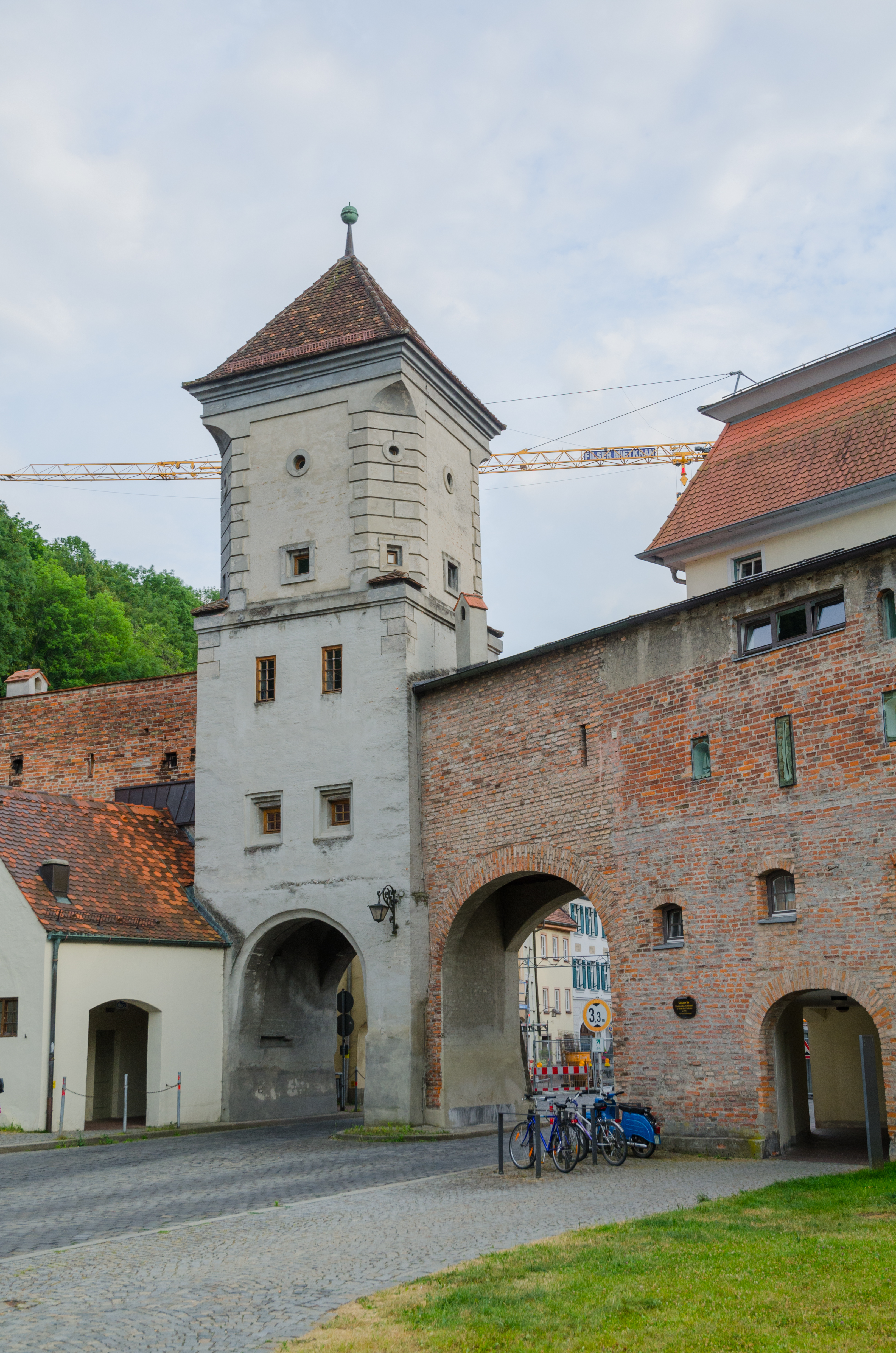
Sandauertor in Landsberg am Lech

Das Sandauertor in Landsberg am Lech, der Kreisstadt des Landkreises Landsberg am Lech in Oberbayern, wurde um 1627/28 errichtet. Das Stadttor mit der Adresse Sandauer Straße 240 ist ein geschütztes Baudenkmal.

## Beschreibung
Der fünfgeschossige Torturm mit quadratischem Unterbau und oktogonalen Obergeschossen wird von einem Zeltdach gedeckt. Das im Kern aus dem ersten Drittel des 15. Jahrhunderts stammende Stadttor wurde weitgehend um 1627/28 erneuert.